# Șestaci, Sîngerei
Șestaci este un sat din cadrul comunei Prepelița din raionul Sîngerei, Republica Moldova.